# 21355 Pikovskaya
21355 Pikovskaya è un asteroide della fascia principale. Scoperto nel 1997, presenta un'orbita caratterizzata da un semiasse maggiore pari a 2,9424746 UA e da un'eccentricità di 0,1254332, inclinata di 1,57582° rispetto all'eclittica.